# Wilhelm Kitz
Wilhelm Kitz (* 12. Juli 1890 in Hanau; † 13. August 1956 in Bad Godesberg) war ein deutscher Jurist und Ministerialbeamter.

## Leben
Kitz studierte Rechtswissenschaften und wurde 1912 Referendar. 1918 promovierte er an der Universität Greifswald, war danach Regierungsreferendar. Von 1914 bis 1918 war er als Reserveoffizier der Artillerie im Kriegsdienst.
Nach dem Krieg wurde er 1920 Regierungsassessor beim Polizeipräsidenten Bochum und im Reichsministerium für Ernährung und Landwirtschaft. Ein Jahr später kam er in die Verwaltung des Provinzialverbandes der Rheinprovinz, wurde 1922 Landesverwaltungsrat und 1923 Landrat. Von 1923 bis 1929 war er im Bund zur Erneuerung des Reichs tätig.
Ab 1931 war er Erster Landesrat und stellvertretender Landeshauptmann der Rheinprovinz. Kitz beantragte 1942 die Aufnahme in die NSDAP, wurde aber abgelehnt. Über seine Entnazifizierung ist nichts bekannt.
Von 1945 bis 1948 war er als Abteilungsleiter für Finanzen beim Oberpräsidenten der Nord-Rheinprovinz tätig. Von 1948 bis 1950 war er Generalsekretär der Gutachterkommission für den Lastenausgleich in Bad Homburg. Anschließend war er bis 1956 als Ministerialrat, später Ministerialdirektor, Leiter der Abteilung V (Öffentliche Fürsorge, Jugendwohlfahrt und Leibesübungen, ab 1954: Sozialwesen, Soziale Angelegenheiten und Wohlfahrt) im Bundesinnenministerium beschäftigt.
Am 7. September 1955 erhielt er das Große Verdienstkreuz mit Stern und hatte einen Lehrauftrag für die Praxis des Verwaltungsrechts und der Verwaltungspolitik an der Universität Bonn.

## Schriften (Auswahl)
- Volksüberzeugung, Willensfreiheit und Strafrechtsform. Für juristische und nichtjuristische Leser, Vahlen, Berlin 1914.
- Ist eine Trennung des Reichskanzlerpostens vom Posten des Preußischen Ministerpräsidenten möglich, und ist die Trennung der Ämter ein gangbarer Weg zur Entlastung des Kanzlers? Rechts- u. staatswiss. Diss., Greifswald 1918.
- Reichsland Preußen. Ein Beitrag zur Verfassungs- und Verwaltungsreform, Schwann, Düsseldorf 1927.
- (gemeinsam mit Heinrich Groß): Die Organisation der niederländischen Verwaltung, Düsseldorf 1941.
- (gemeinsam mit Ernst Raue): Gesetz zur Milderung dringender sozialer Notstände (Soforthilfegesetz – SHG –). Textausgabe mit Vorwort, zusammenfassender Darstellung des SHG und der Sicherheitsgesetze, Kurzkommentar zu den einzelnen Paragraphen des SHG unter Berücksichtigung der Durchführungsverordnungen nebst Beispielen, Kohlhammer, Stuttgart/Köln 1949.